# Willem van Cuijk (1200-1240)
Willem van Cuijk was heer van Asten. Als tweede zoon van Albert van Cuijk erfde hij de heerlijke rechten van deze plaats.
Hij trouwde omstreeks 1230 met Beatrix van Diest.
- gehuwd met Beatrix van Diest
- kinderen:
  - Beatrix van Cuijk
  - Willem van Cuijk
  - Aleidis van Cuijk
  - Arnold van Cuijk